# Sančursk
Sančursk è una cittadina della Russia europea centro-settentrionale, situata nell'oblast' di Kirov; appartiene amministrativamente al rajon Sančurskij, di cui è il capoluogo.
Si trova nell'estrema sezione sudoccidentale dell'oblast', circa 300 chilometri a sudovest del capoluogo regionale Kirov, sulla sponda destra del fiume Bol'šaja Kokšaga (affluente del Volga).